# Jorge Azcón
Jorge Antonio Azcón Navarro (Saragozza, 21 novembre 1973) è un politico e avvocato spagnolo, Presidente del Governo dell'Aragona dal 2023 ed esponente del Partito Popolare.

## Biografia
Nativo di Saragozza, è l'ultimo di cinque fratelli di Julio Azcon e Amanda Navarro. Attualmente è sposato con 2 figli.
Studia alla scuola Teresianas del Pilar e Juan de Lanuza, intraprendendo l'università, laureandosi in giurisprudenza con un master in urbanistica all'Università di Saragozza. Svolge la professione di avvocato ed urbanista, avendo lavorato per molti anni in un'azienda che promuoveva edilizia pubblica.

## Carriera politica

### In Consiglio Comunale a Saragozza (2000-2019)
Negli anni universitari comincia ad interessarsi alla politica, iscrivendosi alle Nuove Generazioni del Partito Popolare, e ricevendo da subito incarichi nel Consigllo comunale della sua città, Saragozza. Dal 2000 al 2003 Azcón è stato Assessore al Personale e alla Gioventù, e successivamente rimane in comune fino al 2007, rientrandoci nel 2011 e assumendo diversi incarichi come portavoce del PP e consigliere d'opposizione.

### Sindaco di Saragozza (2019-2023)
Nelle elezioni amministrative del 2019, a Saragozza il PSOE guidato da Pilar Alegría ottiene il primato in comune con 10 consiglieri eletti, mentre il PP capitanato da Azcón ha totalizzato 8 consiglieri, in secondo posto dietro al PSOE. Azcón decide di siglare un accordo di coalizione con i liberali di Ciudadanos (terzi in consiglio con 6 consiglieri) al fine di arginare l'elezione di un sindaco socialista.
il 15 giugno 2019, Azcón viene eletto sindaco con il voto di PP e Ciudadanos (il quale esprimeva la vicealcalde Sara Fernández Escuer), assumendone le funzioni il giorno stesso.

### Presidente del PP-Aragon ed elezioni del 2023
Azcón è stato eletto Presidente del PP-Aragona nel dicembre 2021 nel XIV Congresso, totalizzando il 97,2% delle preferenze e venendo eletto come unico candidato. Nel dicembre 2022 si candida per il PP alla Presidenza del Governo dell'Aragona per il PP, e contestualmente rassegna le dimissioni di Alcalde di Saragozza, rimanendo in carica per il disbrigo degli affari correnti.

#### Elezioni 2023 ed elezione alla Presidenza del Governo
Nelle elezioni regionali in Spagna del 2023, il PP guidato da Azcón totalizza il 35,5% dei voti (28 seggi su 67 nelle Corti), non riuscendo tuttavia ad avere una maggioranza tale da formare un governo nelle Corti, dovendo quindi cercare un accordo di alleanza con altri partiti.
Il PP sigla quindi un accordo con il partito di estrema destra Vox e con gli autonomisti del Partito Aragonese, permettendo ad Azcón di essere eletto Presidente del Governo dell'Aragona il 10 agosto 2023, ed assumendone le funzioni il giorno successivo.